# Битва під Мутиною
Битва під Мутиною (лат. Proelium Mutinense) (суч. Модена) -  одна з головних битв Мутинської війни, яка відбулася 21 квітня 43 року до н.е. під час громадянської війни Другого тріумвірату. Битва велася між військами вірними римського сенату під командуванням консулів Гая Вібія Панси, підтриманими легіонами Октавіана та силами Марка Антонія, які взяли в облогу війська Децима Брута.

## Передумови
Після вбивства Юлія Цезаря 15 березня 44 р. до н. е., Марк Антоній не мав значущого впливу на політичну ситуацію в Римі. Коаліція, складена з деяких вбивць Цезаря, відродженої сенатської фракції під керівництвом Марка Туллія Цицерона, та прихильників молодого спадкоємця Цезаря — Октавіана — майбутнього імператора Августа ,швидко поставила Антонія, що обіймав посаду консула, в складну ситуацію. Відносини між римським сенатом і Марком Антонієм розірвалися приблизно через рік після вбивства Юлія Цезаря. Антоній не був задоволений своєю провінцією Македонією , якою він мав управляти після закінчення однорічного терміну на посаді консула. Македонія була занадто далеко, і якщо в Римі йому загрожували проблеми, він бажав обміняти посаду на п'ятирічний термін у Цизальпійській Галлії. З цієї області він міг контролювати столицю та, за необхідності, втручатися безпосередньо, як зробив Цезар у 44 р. до н. е. Однак для Цизальпійської Галлії вже було обрано іншого намісника — Децима Юнія Брута Альбіна, який вже керував провінцією з трьома легіонами за згодою сенату. Антоній намагався передбачити вороже ставлення своїх опонентів, виславши свої легіони з Македонії на північ, щоб змусити Брута відступити від Цизальпійської Галлії.
У кінці року Марк Антоній зі своїми легіонами досяг Цизальпійської Галлії. Оскільки Децим Брут відмовився передати йому провінцію, Антоній захопив Мутину, розташовану на південь від річки Падус (По) на Віа Емілія, і почав облогу Брута. Через кілька місяців відносини між Марком Антонієм та римським сенатом розірвалися. Консули 43 року до Р. Х.  Авл Гірцій та Гай Вібій Панса, були відправлені на північ для заміни Децима Брута. До них приєдналася приватна армія Октавіана, чиє командування було узаконене сенатом.
Коли армія Панса рушила, щоб приєднатися до Авла Гірція, який рухався на північ від Риму, Марк Антоній підготував засідку на річці Віа Елімія в битві при Форум Галлорумі. Успішно розгромивши та смертельно поранивши Гая Вібія Пансу, сили Марка Антонія були втрачені в нападі військ Авла Гірція та Октавіана і були змушені відступити до Мутини для продовження облогових робіт. Пізніше Гірцій та Октавіан розпочали бій з силами Марка Антонія та звільнили місто.

## Битва

### Атака на табір Марка Антонія
Перші звістки з Риму стверджували, що сили сенату зазнали поразки при Форум Галлорумі, що викликало страх та хвилювання серед республіканської фракції. Тільки 18 квітня вони отримали лист від Авла Гірція з деталями битви. Перемога при Форум Галлорумі помилково вважалась вирішальною та була зустрінута з ентузіазмом: Марка Антонія різко засудили, а його прихильників змусили ховатися. 21 квітня 43 року до Р. Х. Цицерон рішуче виступив з Чотирнадцятою і останньою Філіппікою у сенаті, в якій він радів перемозі при Форум Галлорумі, запропонував сорок днів публічної подяки та особливо високо оцінив полеглих легіонерів та двох консулів — Авла Гірція та Гая Вібія Пансу. Слід зазначити, що оратор Цицерон також зменшив внесок Октавіана, хоча він, незважаючи на свою другорядну роль у битві, був визнаний імператором на полі, так само як і два консули — Гірцій і Панса.
Здавалося, що результат кампанії на користь сенату вже був вирішений після битви при Форум Галлорумі. Марк Антоній, після втрат, змушений був відступити до свого табору біля Мутини зі своїми уцілілими військами, і він продовжував рішуче оборонятися. Він посилював оточення навколо Децима Брута у Мутині і продовжував утримувати свої позиції. Проте варто зазначити, що Марк Антоній не змирився з поразкою і вважав недоцільним та небезпечним вступати в чергову битву з сильнішими силами противника. Замість цього, він планував переслідувати та послаблювати армії Гірція та Октавіана через постійні кавалерійські сутички, сподіваючись затримати їх і збільшити тиск на Децима Брута, військам якого не вистачало припасів у Мутині.
Згідно з Аппіаном:
«Наступного дня всі повернулися до таборів під Мутиною. Антоній вирішив після такої невдачі не ризикувати більшими битвами з ворогами і не вступати з ними в бій у разі їхнього нападу, але тільки щодня турбувати їх кавалерійськими набігами доти, доки не здасться Децим, виснажений голодом до крайніх меж. Гірцій та Цезар саме з цієї причини вирішили, навпаки, поспішати дати бій.
Після перемоги на Форум Галлорумі та виразних проблем з дисципліною своїх цезаріанських легіонів, консул Авл Гірцій та пропретор Октавіан були розізленими та впевненими у необхідності розпочати новий етап боротьби. Їх головною метою було врятувати Децима Брута і прорвати облогу Мутини. Незважаючи на невдалий спроби змусити Антонія вступити в відкритий бій, обидва командири використовували маневри та сконцентрували свої легіони на відкритому полі, де табори ворога були менш укріплені через особливості місцевості.
21 квітня 43 року до Р. Х.  Гірцій та Октавіан розпочали наступ, спробуючи прокласти шлях для колон постачання до обложеного міста. Спочатку Марк Антоній, противник, намагався уникнути загальної битви, реагуючи на виклики лише кіннотою. Однак, коли кавалерійські загони супротивника атакували його, він не міг уникнути залучення своїх легіонів до бою. Для того щоб утримати оборонні лінії і не допустити прориву, Марк Антоній велів сформувати два легіони, які стримували наступ масових сил Гірція та Октавіана.
Зараз, коли війська Антонія вийшли на відкрите поле, Авл Гірцій та Октавіан розташували свої легіони таким чином, щоб атакувати противника. Поза межами таборів розпочався жорстокий бій; Марк Антоній надіслав додаткові сили, щоб протистояти нападу. За словами Аппіана:
„На цьому етапі битви війська Антонія переживали особливо важкі моменти через повільне надходження підкріплень; легіони, які були несподівано захоплені та розташовані далеко від основного району зіткнень, з'явилися на полі зі затримкою, а сили Октавіана, схоже, виявилися найбільш ефективними в битві“.

### Смерть Авла Гірція
Оскільки битва відбувалась поза межами таборів, консул Авл Гірцій вирішив вступити в табір Марка Антонія, а один з легіонів направився туди. В той же час Децим Брут здійснив вилазку зі своїми когортами, які під командуванням Луція Понтія Аквіли (одного із вбивць Цезаря) вийшли з Мутини і напали на табір Антонія.
Спочатку дії Гірція виглядали успішними, і Легіон ІІІ, прорвавшись, наближався до намету Антонія, але ситуація загострювалась. Легіон V противника вийшов проти Легіону ІІІ і вдало зупинив його просування, захищаючи намет командира. Внаслідок цих боїв Авл Гірцій був убитий, а його легіон змушений був відступити. У цей час, коли Легіон ІІІ відступав під контрнаступом Антонія, на допомогу прибули інші війська під командуванням Октавіана. Октавіан опинився в самому центрі боїв і прагнув повернути тіло Гірція.. За словами Светонія:
» Під час жорстокого бою, коли орел — символ його легіону — був серйозно поранений, він підтримав орла і носив його протягом певного часу.
Октавіану вдалося врятувати залишки консула, але його легіони вийшли з табору Антонія. Під час жорстокої битви Понтій Акила був убитий, а його війська в кінцевому підсумку повернулися до Мутини.

Досліджуючи реконструкції античних істориків, важко точно встановити події, що відбулися під час остаточних зіткнень битви. Августівські розповіді акцентують увагу на ролі Октавіана та його хоробрих діях, пов'язаних з поверненням тіла консула Гірція. Інші джерела ставлять під сумнів реальні події, пов'язані з молодим спадкоємцем Цезаря. Светоній і Тацит подають інші версії, що свідчать про те, що Гірцій можливо був навмисно направлений на конфлікт з Октавіаном з метою позбавлення політичного суперника:
«Особливо смерть Панси вселяла стільки підозр, що лікар його — Глікон був взятий під варту за звинуваченням у тому, що вклав отруту у його рану. А Нігер Аквілій стверджує, що й другого консула, Гірція, Октавій убив своєю рукою в замішанні сутички.»
Смерть Понтія Акили, запеклого противника фракції, теж здавалася підозрілою деяким історикам.
Завдяки своєму становищу, Октавіан прийняв командування легіонами, які раніше належали Гірцію. Коли сенат вирішив передати ці легіони Дециму Бруту, Октавіан відмовився і взяв на себе постійне командування. Його аргументом було те, що створені ці легіони відмовляються воювати під командуванням одного з вбивць Юлія Цезаря. Як результат, Октавіан контролював вісім легіонів, чиї сили були йому вірні, а не Республіці. Легіони Брута почали покидати його та приєднуватися до Октавіана, тому він був змушений втекти з Італії, з метою досягти Македонії, де знаходилися вбивці Марк Юній Брут і Гай Кассій Лонгін. Проте по дорозі він був захоплений і страчений галльським лідером, який був вірний Марку Антонію.

### Відступ Марка Антонія
Битва при Мутині завершилася без чіткого переможця. Марк Антоній, хоча зазнавав нападів переважаючої сили противника, виявляв опір, але обидві сторони зазнали близько однакових втрат. Проте в ніч битви Антоній зібрав військову раду і, вважаючи, що подальший опір буде марним, вирішив відступити, незважаючи на заклики його близьких поручників продовжити атаку, використовуючи перевагу своєї кінноти та виснаження Децима Брута.
Замість розгляду цієї контратаки, Антоній побоювався за напад на власні сторони, тому ухвалив розумне рішення відмовитися від облоги, з надією приєднатися до легіонів, які Вентідій Басс привіз з Піцен. Після реорганізації своїх сил, він вирушив до Альп, щоб приєднатися до Марка Емілія Лепіда в Нарбонській Галлії,Луція Мунація Планка в Галлії Комати. Через кілька днів, просуваючись на захід вздовж Віа Емілія, його легіони без проблем досягли спочатку Парми, а потім П'яченци, оскільки його противники залишилися в Мутині, відставивши Антонія на два дні вперед. Прибувши до Тортони, Марк Антоній вирішив змінити напрямок на південь і досяг узбережжя Лігурії, на захід від Генуї у Вадо-Лігуре, де 3 травня 43 року до н. е. до нього приєднався Вентідій Басс з трьома легіонами. При пересуванні через гори до лігурійського узбережжя поручник Антонія зустрів мало перешкод.

## Наслідки та оцінка

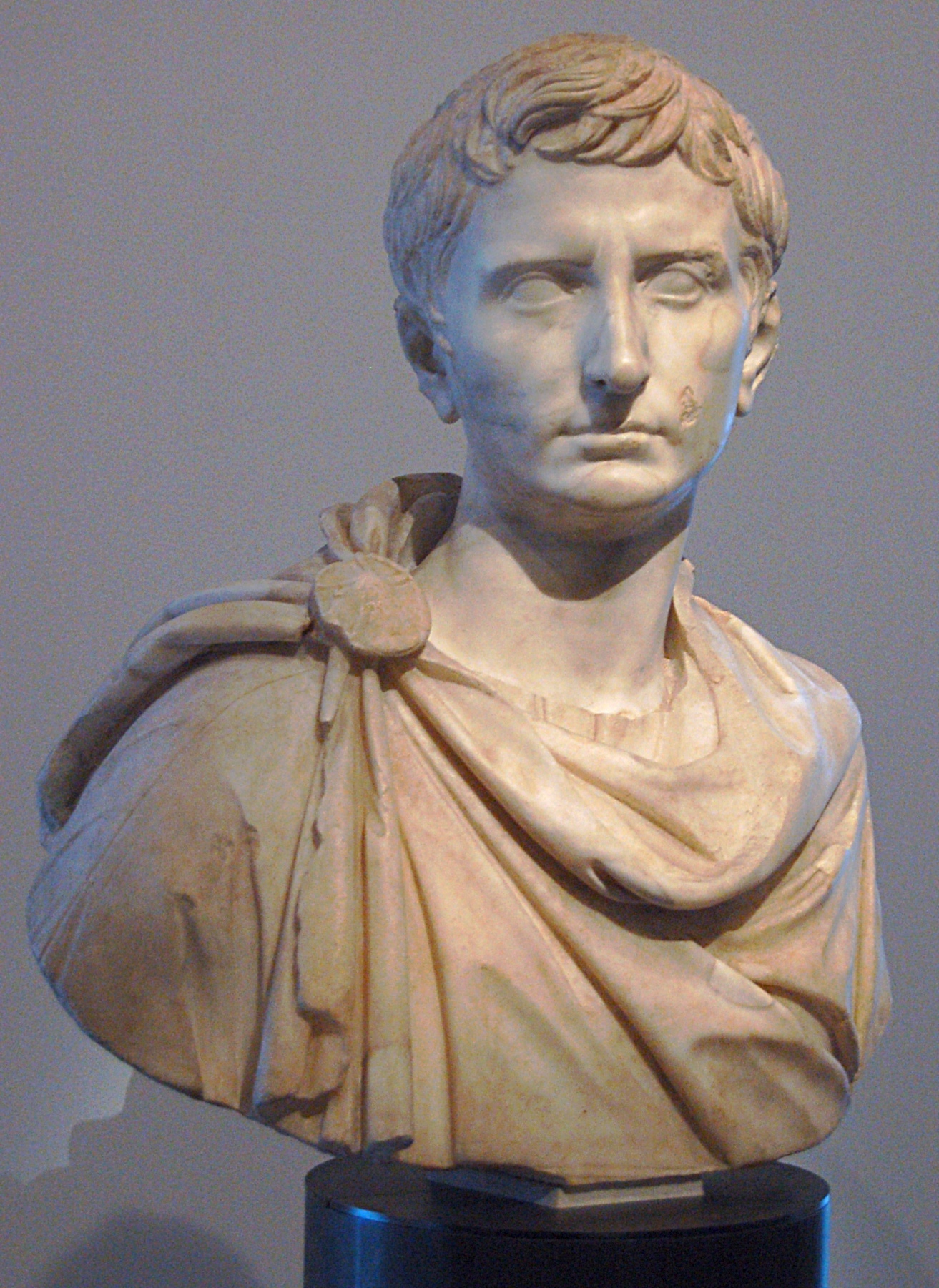
Бюст Октавіана

Поміркована перемога сил сенату та союзної фракції молодого Октавіана в битві при Мутині не припинила ворожнечу Марка Антонія. Після смерті Авла Гірція в битві в ніч з 22 на 23 квітня консул Вібій Панса також загинув від отриманих поранень на Форум Галлоурум. Обставини його смерті залишаються неясними, і згідно зі словами Светонія та Тацита, Панса міг бути отруєний, а в цьому підозрюється честолюбний Октавіан.
Після смерті двох консулів Октавіан залишився єдиним лідером легіонів сенату та відразу ж зайняв позицію опонента Децима Брута, відмовившись співпрацювати з вбивцею Цезаря. У Римі Цицерон та його прихильники в сенаті зменшили його вплив та надали командування Дециму Бруту.
Проте плани Брута щодо переслідування ворога були зірвані завдяки опору Октавіана, який, командуючи вісьмома легіонами в Бононії, відмовився рухатися на Апенніни для блокування Вентідія Басса, так як цього вимагав вбивця Цезаря. Протягом кількох тижнів Марк Антоній, підкріплений легіонами Вентідія Басса, досяг Альп і уклав союз з ксарськими полководцями Лепідом, Луцієм Мунацієм Планком і Гаєм Азінієм Полліоном.. Децим Брут, залишений без підтримки своїх легіонів, був змушений тікати до Македонії, де його вбили кельтські воїни, відправлені на його переслідування Антонієм. Тим часом Октавіан рушив із своїми військами до Риму, змушуючи фракцію сенату, що прихильна Цицерону, підкоритися або бути вигнаною. Після особистої зустрічі поблизу Болонії у жовтні, Марк Антоній, Октавіан і Лепід уклали офіційний пакт — Другий тріумвірат за допомогою Lex Titia (Закон Тиция), який був оголошений у Римі 27 листопада 43 року до Р. Х.. Троє лідерів урочисто вступили до столиці, забираючи під свій політичний контроль і переслідуючи опонентів республіканської фракції. Цицерон, який був вбитий за наказом Антонія, став найвідомішою жертвою проскрипцій тріумвірату.
Мутина є відправною точкою початку утвердження Октавіана як військової та політичної сили, з якою слід рахуватися досягаючи престижу необхідного, щоб вважатися наступником Цезаря.